# Rugal
Rugal (hangeul : 루갈 ; RR : Rugal, littéralement « Lugal ») est une série télévisée d'action et de science-fiction sud-coréenne en 16 épisodes de 60-78 minutes développée par l'équipe de studio Dragon et diffusée entre le 28 mars et 17 mai 2020 sur la chaîne OCN,,. Il s'agit de l'adaptation du webtoon Lugal de Rel.mae (2016).
Elle est également diffusée depuis le 24 mai 2020 sur la plate-forme Netflix, dont la France.

## Synopsis
Kang Ki-beom (Choi Jin-hyuk) est un policier d’élite chargé de l'affaire « Argos », une organisation criminelle assez dangereuse. Il arrive juste à la maison, lorsqu'il y découvre des hommes masqués d'Argos. Ces derniers ont froidement abattu sa femme et battent le policier à mort avant de lui découper les yeux. Il se réveille aveugle à l'hôpital et apprend qu’il est accusé du meurtre de sa femme. Envoyé en prison pour six ans, il est cependant et secrètement surveillé par Choi Geun-cheol (Kim Min-sang). Ce dernier est le directeur d'une organisation secrète appelée « Rugal » qui va le transformer en une arme surhumaine utilisant la biotechnologie, en le dotant d'une paire d'yeux bioniques. L'ancien policier et son équipe ont pour mission de se battre contre  « Argos », surtout le chef terrifiant Hwang Deuk-goo (Park Sung-woong).

## Distribution

### Acteurs principaux
- Choi Jin-hyuk : Kang Ki-beom, le policier
- Park Sung-woong : Hwang Deuk-goo
- Jo Dong-hyuk : Han Tae-woong
- Jung Hye-in : Song Mi-na
- Park Sun-ho : Lee Gwang-cheol
- Han Ji-wan : Choi Ye-won

### Acteurs secondaires

#### Groupe « Rugal »
- Kim Min-sang : Choi Geun-cheol
- Jang In-sub : Bradley
- Jang Seo-kyung : Susan
- Park Choong-sun : Dr Oh

#### Groupe « Argos »
- Yoo Sang-hoon : Min Dal-ho
- Park Jung-hak : Go Yong-deok
- Kim Da-hyun : Seol Min-joon
- Ji Dae-han : Bong Man-cheol
- Han Gi-yoon : Kim Dae-sik

#### Autres
- Lee Seo-el : Yeo-jin, la femme de Kang Ki-beom
- Lee Sang-bo : Yang Moon-bok, policier et collègue de Kang Ki-beom
- Lee Kyung-oh
- Seo Dong-suk
- Jung Jae-kwon : Kwon Gi-Tae
- Kim Ok-joo
- Dong Hyun-bae : Lee Jae-han
- Yoon Hee-won : V
- Song Chae-yoon

#### Apparitions exceptionnelles
- Im Yong-soon
- Yoo Hyeong-kwan : Goo Won-bong
- Kim Yoon-hong : Park No-shik
- Kim Jong-goo
- Kim So-ri : Sori, le chanteur de jazz
- Kim In-woo : Choi Yong
- Yoo Ji-yeon : Jang Mi-joo
- Lee Won-hee
- Lee Bo-ra

## Épisodes
La série télévisée compte seize épisodes sans titre, diffusés tous les lundis et mardis à 10h50 en Corée du Sud,.

## Production

### Développement
La première lecture du scénario a lieu en octobre 2019.

### Distribution des rôles
Fin août 2019, on annonce que Park Sung-woong et Choi Jin-hyuk réfléchissent sur la proposition des rôles principaux pour la série télévisée d'OCN. Le 11 octobre, Choi Jin-hyuk confirme le rôle de Kang Ki-beom, un policier spécialisé secret. Le 17 octobre, le manager de Park Sung-woong confirme le rôle de Hwang Deuk-goo, un personnage méchant rusé et minutieux. Le même mois, Jo Dong-hyuk est Tae-woong, un spécialiste de l'organisation secrète, ainsi que Kim Min-sang en directeur de l'organisation secrète et Kim Da-hyun en chef secondaire du groupe « Argos ». En novembre, Han Gi-yoon signe le contrat pour interpréter le rôle du tueur Kim Dae-sik.

### Musique
Les bandes originales sont composées par de différents artistes et sorties en 2020.
Rugal OST part. 1,
| 1.   | Never Cry         | Park Se-joon, Han-joon et Taibian | Taibian et Bark | Han Seung-hee | 4:05 |
| 2.   | Never Cry (Inst.) |                                   | Taibian et Bark |               | 4:05 |
| 8:10 |                   |                                   |                 |               |      |

Rugal OST part. 2,
| 1.   | 타인의 눈 ((litt. « Les yeux d’un étranger »)) | Taibian | Taibian et Bark | KLAZY | 4:12 |
| 2.   | 타인의 눈 (Inst.)                              |         | Taibian et Bark |       | 4:12 |
| 8:24 |                                                |         |                 |       |      |

Rugal OST part. 3,
| 1.   | Lost Life         | Park Se-joon, Han-joon et Taibian | Taibian et Bark | Min Kyung-hoon | 4:07 |
| 2.   | Lost Life (Inst.) |                                   | Taibian et Bark |                | 4:07 |
| 8:14 |                   |                                   |                 |                |      |

Rugal OST part. 4,
| 1.   | No Limit         | Taibian et Dany B | Taibian, Kim Jung-woo et ISH | Taibian (avec KLAZY) | 3:05 |
| 2.   | No Limit (Inst.) |                   | Taibian, Kim Jung-woo et ISH |                      | 3:05 |
| 6:10 |                  |                   |                              |                      |      |

Rugal OST part. 5,
| 1.   | Rising Force         | Taibian et DANY B | Taibian et Bark | Damon | 3:05 |
| 2.   | Rising Force (Inst.) |                   | Taibian et Bark |       | 3:05 |
| 6:10 |                      |                   |                 |       |      |

### Fiche technique
Sauf indication contraire ou complémentaire, les informations mentionnées dans cette section peuvent être confirmées par la base de données Hancinema
- Titre original : 타인은 지옥이다
- Titre international et français : Rugal
- Réalisation : Kang Cheol-woo
- Scénario : Do Hyun
- Production : Song Jin-sun
- Sociétés de production : Studio Dragon et LIAN Entertainment
- Sociétés de distribution : OCN (Corée du Sud) ; Netflix (monde)
- Pays d'origine :  Corée du Sud
- Langue originale : coréen
- Format : couleur - 1080i (HD) - son Dolby Digital
- Genres : action, science-fiction
- Durée : 60-78 minutes
- Dates de sortie :
  - Corée du Sud : 28 mars 2020 sur OCN
  - Monde : 24 mai 2020 sur Netflix[5]

## Audience
À ce tableau, les nombres en rouge représentent des audiences les plus faibles et les nombres en bleu, les plus fortes.
| Épisode        | Dates de diffusion originale | AGB Nielsen | AGB Nielsen |
| Épisode        | Dates de diffusion originale | Monde       | Séoul       |
| -------------- | ---------------------------- | ----------- | ----------- |
| 1              | 28 mars 2020                 | 2.612%      | 2.781%      |
| 2              | 29 mars 2020                 | 3.884%      | 4.075%      |
| 3              | 4 avril 2020                 | 2.874%      | 3.206%      |
| 4              | 5 avril 2020                 | 3.199%      | 3.879%      |
| 5              | 11 avril 2020                | 2.002%      | -           |
| 6              | 12 avril 2020                | 2.804%      | 3.437%      |
| 7              | 18 avril 2020                | 1.464%      | -           |
| 8              | 19 avril 2020                | 2.574%      | 2.921%      |
| 9              | 25 avril 2020                | 1.579%      | -           |
| 10             | 26 avril 2020                | 2.066%      | 2.318%      |
| 11             | 2 mai 2020                   | 1.429%      | -           |
| 12             | 3 mai 2020                   | 2.676%      | 3.407%      |
| 13             | 9 mai 2020                   | 1.255%      | -           |
| 14             | 10 mai 2020                  | 1.892%      | 2.072%      |
| 15             | 16 mai 2020                  | 1.113%      | -           |
| 16             | 17 mai 2020                  | 2.305%      | 2.472%      |
| Part de marché | Part de marché               | -           | -           |